# تپه علی‌بلاغی
تپه علی‌بلاغی یک تپه باستانی در حوالی روستای آق‌منار شهرستان ملکان واقع در استان آذربایجان شرقی است. دیرینگی این تپه به دوره‌های تاریخی قرون میانه اسلامی برمی‌گردد. این تپه در ۲۷ مرداد ۱۳۸۸ با شماره ۲۷۱۹۹ در فهرست آثار ملی ایران به ثبت رسیده‌است.

## چشمه علی‌بلاغی
انتهای این تپه باستانی چشمه پرآبی جاری است که به چشمه علی‌بلاغی معروف است. این چشمه با دیرینگی ۲۰۰۰ ساله یکی از جاذبه‌های طبیعی شهرستان ملکان محسوب می‌شود.

## زیارتگاه علی‌بلاغی
در کنار این تپه زیارتگاهی وجود دارد که بر اساس برخی روایات و نوشته‌ها مربوط به یکی از نوادگان علی بن ابی‌طالب است.

## نگارخانه

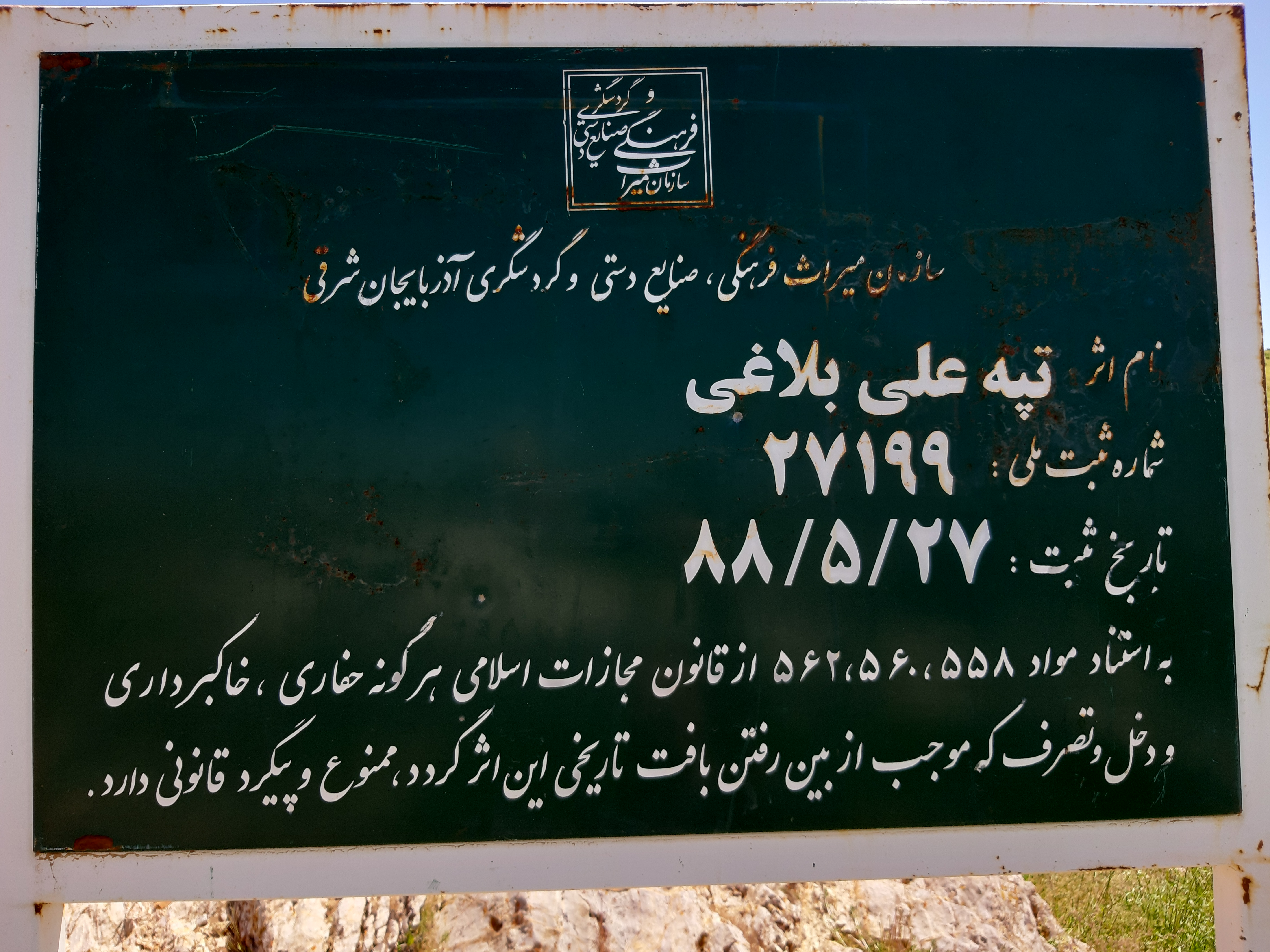
تپه علی‌بلاغی
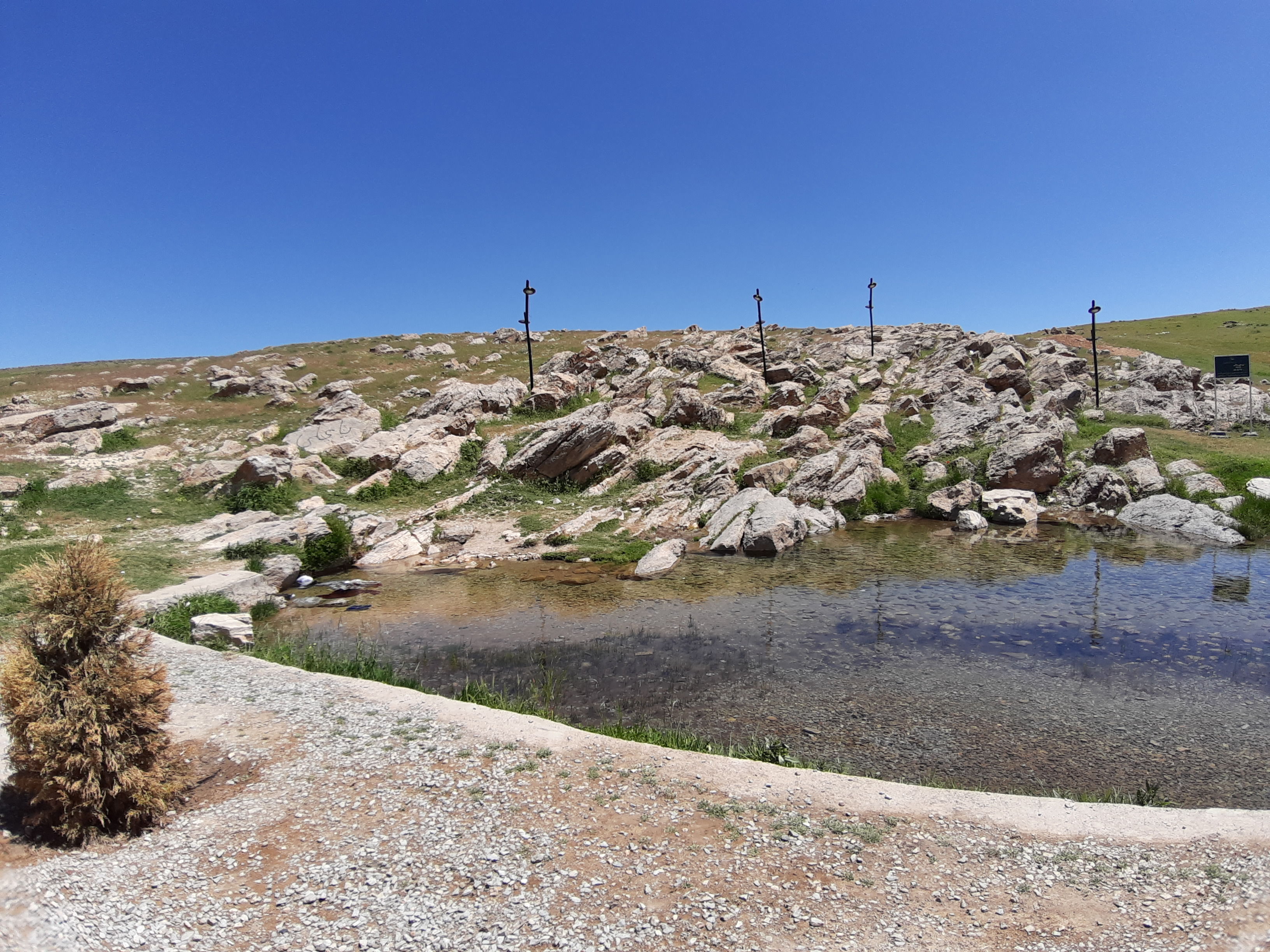
تپه و چشمه علی‌بلاغی